# Pallacanestro Cantù 1953-1954
Questa voce raccoglie le informazioni riguardanti la Pallacanestro Cantù nelle competizioni ufficiali della stagione 1953-1954.

## Stagione
La stagione 1953-1954 della Pallacanestro Cantù, sponsorizzata Milenka, è la 1ª nel campionato italiano di Serie B di pallacanestro.
Dopo l'addio di Carlo Lietti, a cui subentrò Raul Ronchetti come capitano, seguì anche quello di Ettore Terrevazzi, così Nando Butti assunse il doppio ruolo di giocatore-allenatore.
All'ultima giornata di campionato la Pallacanestro Cantù dovettero affrontare il CUS Milano, formazione prima in classifica a pari punti con i canturini, per decidere chi doveva accadere alla seconda fase per la promozione in Serie A. I canturini riuscirono a sconfiggere il CUS Milano per 44-39 davanti ad oltre 800 persone in piazza Parini, un vero record per cui tempi. Successivamente nello spareggio per la promozione e per il titolo Cantù oltre alla promozione in Serie A ottenne anche lo scudetto di serie B, laureandosi Campione d'Italia di serie B, battendo la Stella Azzurra Roma per 50-37.
Cantù, così, si appresta per la 1ª volta a giocare nel massimo campionato di pallacanestro, dopo due stagioni esaltanti fatte di due promozioni dalla C alla A.

## Roster
- Raul Ronchetti
- Nando Butti
- Lino Cappelletti
- Giuseppe Pozzi
- Lorenzo Rogato
- Benito Ronchetti
- Bini
- Castelli
- Lampugnani
- Mauri
- Mazzola
- Perduca
- Picco
- Quarti
- Rosolen
- Sala
- Scolari
- Valsecchi

Allenatore:  Nando Butti

## Risultati
| Campione d'Italia di Serie B 1953-54 |
| ------------------------------------ |
| Pall. Cantù 1º titolo                |